# ハルバジャン・シン
ハルバジャン・シン・プラハ(Harbhajan Singh Plaha、1980年7月3日 - )は、インドのパンジャーブ州のジャランダル出身のクリケット選手。インディアン・プレミアリーグ（IPL）のチェンナイ・スーパーキングス所属。元インド代表。
インドを代表するボウラーの一人である。2019年のESPNの調査によると、世界で最も有名なアスリートで74位にランクインした。